# 우리 생애 최고의 순간
《우리 생애 최고의 순간》은 2008년에 개봉한 임순례 감독의 영화이다. "우생순"이라는 준말로도 불린다. 2004년 아테네 올림픽에 참가했던 여자 핸드볼 국가대표팀 선수들의 이야기를 바탕으로 한 영화이다. 올림픽에서 늘 좋은 성적을 거둬 오면서도 정작 대한민국에서는 "비인기 종목"으로 꼽히는 대한민국 핸드볼의 열악한 환경과, 올림픽 결승전에서 덴마크 선수들과 맞붙은 대한민국 선수들의 투혼과 열정을 그렸다. 실제로 아테네 올림픽에서 덴마크 국가대표팀과 경기를 벌인 대한민국 팀은 전반전 동점, 후반전 동점, 연장전 동점 끝에 승부던지기에서 패해 은메달을 획득했다.
영화가 관객몰이를 하면서, 대중들이 핸드볼에 많은 관심을 보였고, 영화 개봉 직후 안동시에서 열린 핸드볼 큰잔치에서는 영화의 주연 배우 김정은과 문소리가 시구를 하기도 했다. 또, 2007년에 있었던 2008년 베이징 올림픽 남녀 핸드볼 아시아 예선이 편파 판정으로 논란이 일자, 국제 핸드볼연맹이 재경기를 선언하여 2008년 1월에 일본에서 열린 대한민국과 일본의 아시아 예선 재경기에도 대중들이 관심을 가지게 하는 데에 기여했다. 하지만 남자대표팀은 재경기 결과에 따라 올림픽 본선에 진출하였고, 여자대표팀 재경기 결과는 무효가 되어 2008년 3월 프랑스 님에서 실시한 최종예선을 거쳐 올림픽 본선에 진출하였다.
당시 결승전 중계를 했던 KBS 아나운서 최승돈과 해설을 했던 강재원이 캐스팅되어 현장감을 높였다. 아쉽게도 당시 결승전 경기장인 헬레니코 인도어 아레나에서 촬영을 하지 못하고, 프랑스와 덴마크 클럽 팀 선수들과 함께 인천광역시에 있는 삼산월드체육관에서 촬영을 하였다.
영화 개봉 이후 대한민국의 언론이 대한민국 여자 핸드볼 국가대표팀의 올림픽 출전 소식을 전할 때 관용적으로 제목의 줄임말인 우생순이라는 표현이 사용되고 있다.

## 줄거리
김혜경은 일본 핸드볼 리그에서 성공적으로 코치 생활을 해온 은퇴한 핸드볼 선수이다. 대한민국 여자 국가대표팀 감독이 갑자기 사임하자, 그녀는 그 자리를 맡아달라는 요청을 받지만 규율이 없는 선수단을 만나게 된다. 혜경은 두 번의 올림픽 금메달리스트인 한미숙을 포함한 옛 동료들을 영입하여 팀을 개선하려고 노력한다. 그러나 혜경의 공격적인 성향은 선수들 사이에 마찰을 일으키고, 그녀는 전 남자 핸드볼 스타 안승필로 교체되지만 선수로서 팀에 남기로 결정한다. 승필은 현대 유럽 훈련 방식을 도입하여 고참 선수들과 갈등을 빚고, 고등학교 남자 팀과의 경기에서 패하면서 상황은 더욱 악화된다.

## 캐스팅
- 김정은 : 김혜경 역
- 문소리 : 한미숙 역
- 엄태웅 : 안승필 역
- 김지영 : 송정란 역
- 조은지 : 오수희 역
- 차민지 : 장보람 역
- 남궁은숙 : 진주 역
- 이미도 : 현자 역
- 조영진 : 송 감독 역
- 이봉규 : 강화위원장 역
- 정석용 : 사무국장 역
- 하정우 : 맞선남 역
- 최욱 : 강 코치 역
- 정세형 : 정트레이너 역
- 김강민 : 동윤 역. 미숙 아들
- 김종언 : 김군 역
- 박형재 : 명석 역
- 조덕제 : 배 사장 역
- 오창경 : 상열  역
- 오용 : 영양사 역
- 안지혜 : 요코 역
- 종선애 : 선애 역
- 이수정 : 수정 역
- 조미선 : 미선 역
- 나성미 : 성미 역
- 신나라 : 나라 역
- 장은영 : 은영 역
- 강선희 : 선희 역
- 백성은 : 성은 역
- 한서영 : 서영 역
- 정인화 : 인화 역
- 김도연 : 종미  역
- 주혜린 : 혜경 딸 역
- 나현 : 하키부 감독 역
- 한병철 : 유도부 감독 역
- 강신규 : 복싱부 감독 역
- 이덕화 : 에어로빅 강사 역
- 김혜진 : 송이 역
- 권재민 : 리포터 역
- 이승현 : 방송국 아나운서 역
- 이상훈 : 방송국 기자 역
- 박원상 : 규철 역 (우정출연)
- 류승수 : 마트 매니저 역 (우정출연)
- 성지루 : 진국 역 (특별출연)
- 최형인 : 혜경 모 역 (특별출연)
- 최승돈 : 캐스터 역 (특별출연)
- 강재원 : 해설자 역 (특별출연)